# Tony Pulis
Anthony Richard Pulis (nascut el 16 de gener de 1958) és un entrenador de futbol i exfutbolista gal·lès que va dirigir el Sheffield Wednesday com a darrer equip.
Pulis va obtenir la seva insígnia d'entrenador de l'FA als 19 anys, seguida de la seva llicència 'A' de la UEFA als 21 anys, cosa que el converteix en un dels jugadors professionals més joves que mai ha obtingut la qualificació. El seu fill, Anthony, va ser futbolista professional i jugava a l'Stoke. Pulis va tenir una carrera de 17 anys com a defensa on va jugar al Bristol Rovers, Newport County, AFC Bournemouth i Gillingham. També va tenir un curt període a Hong Kong amb el Happy Valley.
Pulis va donar els seus primers passos a la direcció a Bournemouth, on va ser jugador/entrenador i després assistent de Harry Redknapp. Després va prendre el control quan Redknapp va deixar el club. Posteriorment va passar al Gillingham abans de marxar el 1999 després d'una disputa amb el president Paul Scally. Aleshores, Pulis va tenir períodes sense èxit a Bristol City i Portsmouth abans de ser nomenat entrenador de l'Stoke City el 2002. Va dirigir l'Stoke durant una dura temporada 2002-03 evitant el descens a Segona Divisió l'últim dia de la temporada. Va passar dues temporades més amb l'Stoke abans de ser acomiadat per la junta islandesa de l'Stoke per "no explotar el mercat exterior". Va passar la temporada 2005-06 al Plymouth Argyle abans de tornar a l'Stoke juntament amb Peter Coates. Després de perdre per poc un lloc de play-off la temporada 2006-07, va guiar l'Stoke a la Premier League la temporada 2007-08 acabant subcampió al campionat.
Amb l'Stoke entre els favorits al descens després del seu retorn a la màxima categoria després d'una absència de 23 anys, l'Stoke va sobreviure còmodament i va acabar en la 12a posició. Pulis va fer història durant la temporada 2010-11 quan va guiar l'Stoke a la seva primera final de la FA Cup després de vèncer el Bolton Wanderers per 5-0 a la semifinal. Els Potters, però, van perdre la final per 1-0 davant el Manchester City, però van tenir el consol de classificar-se per al futbol europeu. A la UEFA Europa League, l'Stoke va perdre per 2-0 en el global als vuitens de final davant el València. La temporada 2012-13 va veure que l'Stoke va progressar poc i Pulis va abandonar el club per consentiment mutu el 21 de maig de 2013.
Pulis va tornar a la direcció el 23 de novembre de 2013 unint-se al Crystal Palace amb un contracte de dos anys i mig. Va guiar al Palace lluny del descens, fins al seu màxim 11è final de la Premier League la 2013-14, cosa que li va valer el premi d'entrenador de la temporada de la Premier League. Va deixar el club, però, poc abans de l'inici de la temporada següent. Es va incorporar al West Bromwich Albion el gener de 2015, càrrec que va ocupar fins al novembre de 2017. Pulis va aconseguir la primera meitat amb el West Brom la temporada 2016-17, acabant 10è, però el club va començar malament la temporada següent, culminant amb el seu acomiadament. El dia de Nadal de 2017, Pulis va ser nomenat entrenador del Middlesbrough, càrrec que va ocupar fins al maig de 2019. El 13 de novembre de 2020, Pulis va tornar a la direcció quan va ser nomenat entrenador del Sheffield Wednesday; tanmateix, el 28 de desembre, va ser acomiadat després de 10 partits dirigits.